# Мамертинска тъмница
Мамертинският затвор (Tullianum или Carcere Mamertino) е запазен и до наши дни древноримски затвор, който се намира в северния край на Капитолийския хълм и Форума. Затворът съединява протока с Клоака Максима.
Затворът е построен в периода 640 – 616 пр.н.е. Името според някои древни автори идва от царя Сервий Тулий, докато според Тит Ливий затворът е построен от Анк Марций. Името Мамертинска е от Средновековието.
От 4 век пр.н.е. затворът е предназначен за държавни престъпници, пленени владетели и т.н. (Верцингеторикс, Югурта, Сеян), които тук очаквали провеждането на триумф по улиците на града, а след това умирали от глад. В затвора през 63 пр.н.е. са задържани и участвалите в Заговора на Катилина, вкл. Публий Корнелий Лентул Сура. Според преданието тук прекарват и последните си дни апостолите Петър и Павел, след като папа Силвестър I, по желание на Константин Велики, посвещава това място на двамата апостоли. Тук била построена капелата San Pietro in Carcere, а на повърхността е разположена църквата San Giuseppe dei Falegnami.